# Pranks
Pranks è un cortometraggio muto del 1909 diretto da David W. Griffith. Prodotto e distribuito dalla Biograph Company, uscì nelle sale il 30 agosto 1909.

## Trama
Tom e Ethel decidono, ognuno per proprio conto, di andare al fiume a fare il bagno. Dei burloni scambiano i loro vestiti, così ognuno dei due è costretto a indossare gli abiti del sesso opposto.

## Produzione
Il film - girato a Little Falls, New Jersey - fu prodotto dalla Biograph Company.

## Distribuzione
Distribuito dalla Biograph Company, il film - un cortometraggio di 100 metri  - uscì nelle sale cinematografiche statunitensi il 30 agosto 1909. Nelle proiezioni, veniva programmato con il sistema dello split reel, accorpato in un'unica bobina con un altro cortometraggio prodotto dalla Biograph e diretto da Griffith, The Mills of the Gods